# Форнелуш (Фафи)
Форнелуш (порт. Fornelos) — район (фрегезия) в Португалии, входит в округ Брага. Является составной частью муниципалитета Фафе. Находится в составе крупной городской агломерации Большое Минью. По старому административному делению входил в провинцию Минью. Входит в экономико-статистический субрегион Аве, который входит в Северный регион. Население составляет 1430 человек на 2001 год. Занимает площадь 3,50 км².